# Jacques François

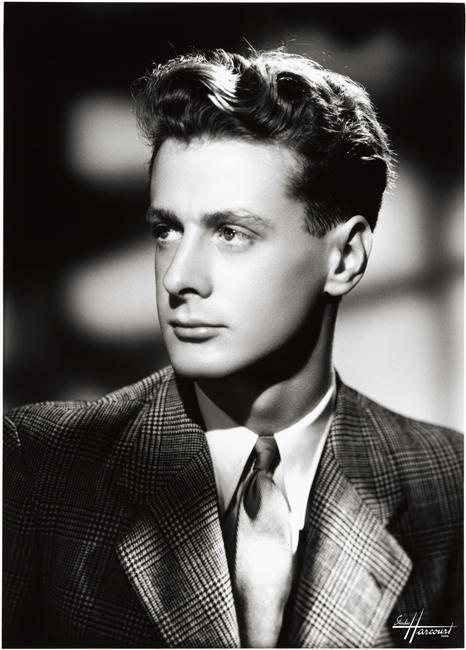
Jacques François 1941

Henri Jacques Daniel Paul François (* 16. Mai 1920 in Paris; † 25. November 2003 ebenda) war ein französischer Theater- und Film-Schauspieler.

## Leben
Nach seiner Zeit bei der Marine und der Teilnahme am Zweiten Weltkrieg, wofür er auch das Croix de guerre 1939-1945 erhielt, war François seit den 1940er Jahren im schauspielerischen Metier aktiv. Nach einem abgebrochenen Versuch, wie sein Vater Rechtsanwalt zu werden, belegte er den Cours Simon. Seine zurückhaltend und kultiviert wirkende Erscheinung wurde in zahlreichen Filmen in Nebenrollen als Geschäftsmann, Mandatsträger oder Rechtsanwalt eingesetzt.
Nach Anfängen beim Film drehte er bis Mitte der 1950er Jahre etwa 20 Filme – auch ein Ausflug nach Hollywood war beim zweisprachig aufgewachsenen François dabei, bevor er sich auf die Bühne konzentrierte und erst 1970 mit einer Fernsehserie wieder auf den kleinen Bildschirm und die große Leinwand zurückkehrte, wo er dann noch weit über 100 Mal zu sehen war.
Sein erster Bühnenauftritt geschah 1941 mit Elvire Popesco in „La ligne d'horizon“; danach spielte er in über 90 Stücken, u. a. von Jean Anouilh, Sacha Guitry, Bernard-Henri Lévy, Jean-Claude Brisville und Anton Tschechow. Seit den 1970er Jahren war er dem Theater La Splendid verbunden.
Als guter Sportler führte er 1957 eine Trapeznummer mit Gaby Sylvia auf.
Seine 1992 erschienenen Memoiren tragen den Titel Rappels.
François war Ritter der Ehrenlegion und Träger des Ordre des Arts et des Lettres.

## Filmografie
- 1942: Les affaires sont les affaires
- 1949: Die Tänzer vom Broadway (The Barkleys of Broadway)
- 1951: Edouard und Caroline (Edouard et Caroline)
- 1951: Dakapo (Encore)
- 1953: Abenteuer in Algier (South of Algiers)
- 1955: Nach Paris der Liebe wegen (To Paris with Love)
- 1955: Das große Manöver (Les grandes manœuvres)
- 1970: Die Geisterbrigade (La brigade des maléfices, TV, 6 Folgen)
- 1972: Die große Masche (Tout le monde il est beau, tout le monde il est gentil)
- 1972: Das Attentat (L’attentat)
- 1973: Die Abenteuer des Rabbi Jacob (Les aventures de Rabbi Jacob)
- 1973: Die Abenteuer des Monsieur Vidocq (Les nouvelles aventures de Vidocq) (Fernsehserie, 1 Folge)
- 1973: Der Schakal (The Day of the Jackal)
- 1975: Sondertribunal – Jeder kämpft für sich allein (Section spéciale)
- 1976: Das Spielzeug (Le jouet)
- 1977: Atemlos vor Angst (Sorcerer)
- 1977: Der Querkopf (La zizanie)
- 1978: Und jetzt das Ganze nochmal von vorn (Je suis timide … mais je me soigne)
- 1978: Das Freudenhaus in der Rue Provence (One, Two, Two – 122, rue de Provence)
- 1979: Louis’ unheimliche Begegnung mit den Außerirdischen (Le gendarme et les extra-terrestres)
- 1979: Mein Freund Winnetou (TV-Miniserie)
- 1981: Der Spion meiner Träume (Tais-toi quand tu parles!)
- 1982: Da graust sich ja der Weihnachtsmann (Le père Noël est une ordure)
- 1982: Louis und seine verrückten Politessen (Le gendarme et les gendarmettes)
- 1982: Ein pikantes Geschenk (Le cadeau)
- 1983: Der Buschpilot (L’Africain)
- 1986: Spionin wider Willen (Espionne et tais-toi, TV, 6 Folgen)
- 1986: Twist Again in Moskau (Twist again à Moscou)
- 1987: Die Hinrichtung (La rusa)
- 1991: Operation Corned Beef (L’opération Corned-Beef)
- 1993: Nestor Burmas Abenteuer in Paris (Nestor Burma; Fernsehserie, 1 Folge)
- 1996: Tashunga – Gnadenlose Verfolgung (North Star)
- 1996: Mein Mann – Für deine Liebe mach’ ich alles (Mon homme)
- 1998: Die Zeitritter – Auf der Suche nach dem heiligen Zahn (Les couloirs du temps: Les visiteurs 2)
- 2000: Der König tanzt (Le roi danse)

## Theater
- Stücke am Théâtre Michel, Théâtre des Bouffes-Parisiens, Théâtre de l’Atelier, Théâtre du Gymnase, Théâtre de la Madeleine, Théâtre de la Michodière, Théâtre des Variétés